# Théodore Gaza
Œuvres principales
- Γραμματική εισαγωγή (Introduction à la grammaire)

Théodore Gaza (grec : Θεόδωρος Γαζής, latin : Theodorus Gazæ) (v. 1400 - v. 1478) est un traducteur, philosophe et grammairien grec du XVe siècle.

## Biographie
Né à Thessalonique vers 1400, Théodore Gaza enseigne tout d'abord à Constantinople qui n'est pas encore aux mains des Turcs mais qui est déjà encerclée par les forces ottomanes puis  pressentant la chute imminente de la ville, il part s'installer en Italie en 1429.
Là, il est nommé recteur de l'université de Ferrare, nouvellement créée, ses cours de grec y ont énormément de succès. Cosme de Médicis lui offre une chaire de grammaire grecque qu'il refuse, lui préférant Rome où il est admis à la cour du pape Nicolas V à qui il dédie plusieurs de ses ouvrages.
Fervent admirateur d'Aristote, il traduit en latin plusieurs de ses ouvrages dont Historia animalium, De partibus animalium, De generatione animalium, traités sur les animaux qui avaient déjà été traduits par Georges de Trébizonde, son rival - mais moins bien, aux dires du pape Nicolas.
Contrairement à Georges de Trébizonde, Théodore Gaza est un défenseur de Platon, lors de son séjour en Calabre il collabore au Calumniatorem Platonis du cardinal Basilius Bessarion dont il est proche.
Théodore Gaza a également traduit les traités de botanique de Théophraste, De plantis, De causis plantarum ; la fleur appelée Gazania ou gazanie a d'ailleurs été nommée ainsi en son honneur.
L'Occident doit à ce grammairien une des premières grammaires grecques de conception moderne, intitulée Γραμματική εισαγωγή (Introduction à la grammaire).
Il meurt à Rome vers 1478 et lègue sa bibliothèque à Démétrios Chalcondyle (un de ses étudiants, tout comme son cousin Andronic Calliste).

## Œuvres
(Liste partielle)
- Grammaticae institutionis libri duo, nempe primus & secundus, sic translati per ERASMVM ROTERODAMVM, trad. et préface d'Érasme, Bâle, 1516
- Introductionis grammaticae Libri septem sur Google Livres, 1523
- Problemata sur Google Livres, trad. Théodore Gaza — Un problème d'Aristote, un problème d'Alexandre d'Aphrodise
- « De origine Turciorum epistola », trad. Sebastiano Castilione, dans Conrad Clauser (dir.), Laonici Chalcondylae…  De origine et rebus gestis Turcorum libri decem, Bâle, 1556
- Theophrasti historia plantarum sur Google Livres, trad. Théodore Gaza
- De instruendis aciebus (« De l’art de mettre ses troupes en ligne ») d’Élien
- De compositione verborum (« Traité de syntaxe ») de Denys d'Halicarnasse
- quelques homélies de Jean Chrysostome.

Ses versions grecques du De senectute et du Songe de Scipion  de Cicéron, fort prisées d’Erasme ont plus d'élégance que d'exactitude. Il a également composé un traité sur les mois attiques (De mensibus), traduit par Jean Perelle (1535).